# Ralph Waldo Emerson
Ralph Waldo Emerson (Boston, 25 de maio de 1803 - Concord, Massachusetts, 27 de abril de 1882) foi um famoso escritor, filósofo e poeta estadunidense. Conhecido por ter sido o criador da escola de filosofia "transcendentalista" norte-americana.
Emerson fez seus estudos em Harvard para se tornar, como seu pai, ministro religioso. Foi pastor em Boston mas interrompeu essa atividade por divergências doutrinárias sobre a eucaristia.
Em 1833 viaja pela Europa e encontra Mill, Coleridge, Wordsworth e Carlyle, cultivando uma profunda amizade com este último.
O Transcendentalismo é, para Emerson, um esforço de introspecção metódica para se chegar além do "eu" superficial ao "eu" profundo, o espírito universal comum a toda a espécie humana.
O clube transcendentalista de Concord, ao qual pertenciam entre outros Thoreau e Margareth Füller, e cujo órgão oficial era a revista The Dial, exercia grande influência sobre a vida intelectual americana do século XIX.

## Primeiros anos e educação
Emerson nasceu em Boston, no estado do Massachusetts, no dia 25 de maio de 1803, filho de Ruth Haskins e do Reverendo William Emerson, um ministro unitariano. Ele recebeu o nome em honra do irmão da sua mãe, Ralph e da bisavó do seu pai, Rebecca Waldo. Emerson era o segundo de cinco filhos que chegaram à idade adulta. Os seus irmãos chamavam-se William, Edward, Robert Bulkeley e Charles. Ele teve mais duas irmãs e um irmão que faleceram na infância: Phoebe, John Clarke e Mary Caroline. Os antepassados de Emerson eram todos ingleses que se mudaram para Nova Inglaterra no início do período colonial.
O pai de Emerson morreu de cancro no estômago em 12 de maio de 1811, menos de duas semanas antes do aniversário de Emerson. Ele foi criado pela sua mãe com a ajuda de outras mulheres da sua família: a sua tia Mary Moody Emerson em particular influenciou-o bastante. Ela viveu com a família durante certos períodos de tempo e manteve correspondência regular com Emerson até à sua morte em 1863.
A educação formal de Emerson teve início na Boston Latin School em 1812, quando ele tinha nove anos de idade. Em outubro de 1817, aos 14 anos, Emerson ingressou na Harvard College e foi nomeado porta-voz dos caloiros. A função de Emerson era reunir os estudantes delinquentes e enviar mensagens à administração. A meio do seu terceiro ano, Emerson começou a manter uma lista dos livros que lia e começou a escrever um diário repartido por vários cadernos ao qual chamaria "Wide World". Emerson trabalhou como empregado de mesa e deu aulas para cobrir as suas despesas de educação. No seu último ano de universidade, Emerson decidiu que queria ser tratado pelo seu nome do meio: Waldo. Ele foi nomeado Poeta da Turma e, seguindo a tradição, apresentou um poema original no Class Day da Universidade de Harvard, um mês antes do seu dia de formatura em 29 de agosto de 1821, quando tinha 18 anos. Emerson não foi um aluno brilhante e ficou exatamente a meio da classificação da sua turma de 59 pessoas.
Em 1826, devido a problemas de saúde, Emerson começou a procurar um local com um clima mais quente para viver. Primeiro, mudou-se para Charleston na Carolina do Sul, mas achou que o clima de lá ainda era demasiado frio. Chegou ainda a viver em St. Augustine, na Flórida, onde dava longos passeios na praia e começou a escrever poesia. Enquanto vivia em St. Augustine, conheceu o príncipe Achille Murat, sobrinho de Napoleão Bonaparte. Murat era dois anos mais velho do que ele e os dois tornaram-se grandes amigos. Os dois tinham conversas profundas sobre a religião, a sociedade, filosofia e o governo. Emerson considerava Murat uma figura importante no desenvolvimento da sua educação intelectual.
Em St. Augustine, Emerson observou pela primeira vez a escravatura. Certo dia, participou numa reunião da Sociedade da Bíblia enquanto decorria um leilão de escravos no pátio do edifício. Ele escreveu: "Assim, uma orelha ouvia boas novas de grande felicidade, enquanto a outra se regalava com 'Vendido, senhores, vendido!'".

## Primeiros trabalhos

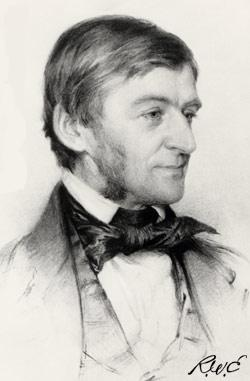
Desenho de Ralph Waldo Emerson de 1878

Depois de se formar em Harvard, Emerson ajudou o seu irmão William numa escola para jovens mulheres que ele tinha criado na casa da sua mãe. Quando William foi estudar teologia em Gotinga, Emerson ficou responsável pela escola. Nos anos que se seguiram, Emerson ganhou a vida como diretor da escola, antes de regressar a Harvard para estudar teologia. O irmão de Emerson, Edward, dois anos mais novo do que ele, também estudou em Harvard, tendo concluído o curso de Direito com as melhores notas da sua turma. A saúde de Edward começou a deteriorar-se e ele teve um esgotamento, tendo sido internado no asilo McLean em junho de 1828 aos 25 anos de idade. Apesar de ter recuperado a sua saúde mental, Edward viria a falecer em 1834 do que se pensa ter sido tuberculose. O seu outro irmão mais novo, o inteligente e promissor Charles, nascido em 1808, também morreu de tuberculose em 1836.
Emerson conheceu a sua primeira mulher, Ellen Louisa Tucker, em Concord, New Hampshire no dia de Natal de 1827 e casou-se com ela quando ela tinha 18 anos. O casal mudou-se para Boston e viveu com a mãe de Emerson. Esta ajudou-o a cuidar de Ellen que tinha contraído tuberculose. Dois anos mais tarde, em 8 de fevereiro de 1831, Ellen morreu com 20 anos de idade, as suas últimas palavras foram: "Já não sei o que é ter paz e alegria". Emerson ficou bastante afetado pela sua morte e visitava a sua campa em Roxbury todos os dias. Chegou a escrever no seu diário, no dia 29 de março de 1832: "Visitei o túmulo da Ellen e abri o caixão".
A Second Church, uma igreja unitária de Boston, convidou Emerson para ser seu pastor e ele foi ordenado em 11 de janeiro de 1829. Para além das eucaristias, as funções do pastor incluíam ser capelão da legislatura do Massachusetts e membro do comité de educação de Boston. As suas atividades na igreja mantiveram-no ocupado durante este período, mas a morte iminente da mulher fê-lo questionar a sua fé.
Após a morte da mulher, ele começou a discordar dos métodos da igreja e escreveu no seu diário em 1832: "Já cheguei a pensar que, para ser um bom pastor, era preciso deixar de ser pastor. A profissão é antiquada. Numa época mudada, veneramos com os mesmos métodos mortos dos nossos antepassados". Os seus desentendimentos com os oficiais da igreja relativamente à administração da Comunhão e a sua apreensão em relação a rezar em público levaram a que apresentasse a sua demissão em 1832. Ele escreveu: "Este modo de comemorar Cristo não serve para mim. Isso é razão suficiente para o abandonar".
Emerson viajou pela Europa em 1833 e, mais tarde, escreveu sobre as suas viagens no livro English Traits (1856). Ele partiu a bordo do brigue Jasper no dia de Natal de 1832 e fez a sua primeira paragem em Malta. Durante a sua viagem pela Europa, ele passou vários meses em Itália, onde visitou Roma, Florença e Veneza, entre outras cidades. Em Roma encontrou-se com John Stuart Mill que lhe escreveu uma carta de recomendação para conhecer Thomas Carlyle. Na Suíça ele foi obrigado pelos seus companheiros de viagem a visitar a casa de Voltaire em Ferney "sempre contrariado por não reconhecer mérito à sua homenagem". Depois foi a Paris, "um sítio moderno e barulhento ao estilo de Nova Iorque", onde visitou o Jardin des Plantes. Ele ficou bastante impressionado com a organização das plantas de acordo com o sistema de classificação de Jussieu e como tudo se relacionava. Como escreveu Richardson: "O momento de compreensão por parte de Emerson da interligação das coisas no Jardin des Plantes foi um momento de uma intensidade quase visionária que o afastou da teologia e o aproximou da ciência".
Na Inglaterra, Emerson conheceu William Wordsworth, Samuel Taylor Coleridge e Thomas Carlyle. Carlyle em particular, teve uma grande influência nele. Emerson acabaria por ser o seu agente literário não oficial nos Estados Unidos e, em março de 1835, tentou persuadi-lo a visitar a América para dar seminários. Os dois trocaram correspondência até à morte de Carlyle em 1881.

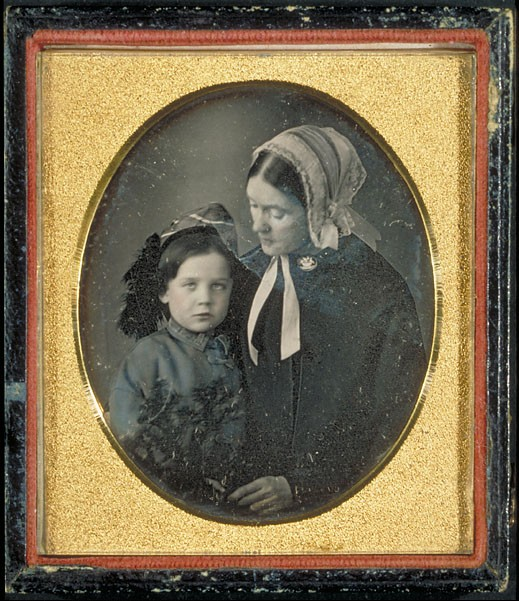
Lydia Jackson Emerson (a segunda mulher de Ralph Waldo Emerson) com Edward, o filho mais novo do casal

Emerson regressou aos Estados Unidos em 9 de outubro de 1833 e foi viver com a sua mãe em Newton, Massachusetts até outubro de 1834. Nessa altura mudou-se para Concord no Massachusetts para viver com Dr. Ezra Ripley, o seu avô por afinidade. Emerson estava atento ao Lyceum Movement (uma série de organizações que apoiavam programas e entretenimento para o público) e viu uma oportunidade de carreira como conferencista. Em 5 de novembro de 1833 deu a primeira de 1500 conferências sobre "As Utilidades da História Natural", em Boston. A conferência consistia num relato da sua experiência em Paris e serviu para estabelecer algumas crenças e ideias importantes que viria a desenvolver no seu primeiro ensaio publicado: Nature.
A Natureza é uma língua, e cada novo facto que aprendemos é uma nova palavra; mas esta não é uma língua repartida em pedaços e morta num dicionário, mas antes uma língua construída num sentido mais significativo e universal. Quero aprender esta língua, não para conhecer uma nova gramática, mas para poder ler o grande livro que está escrito nesse idioma.
Em 24 de janeiro de 1835, Emerson escreveu uma carta a Lydia Jackson a pedi-la em casamento. A carta de aceitação chegou no dia 28 de janeiro. Em julho de 1835, ele comprou uma casa em Concord que chamou de "Bush" e que é atualmente um museu: o Ralph Waldo Emerson House. Emerson tornou-se rapidamente num dos residentes mais importantes da cidade. Ele deu uma conferência para comemorar o 200º aniversário de Concord em 12 de setembro de 1835 e, dois dias depois, casou-se com Lydia Jackson na cidade natal dela em Plymouth, Massachusetts. O casal mudou-se para a casa que Emerson tinha comprado no dia 15 de setembro. Ralph e Lydia tiveram quatro filhos: Waldo, Ellen (que recebeu o seu nome em honra da primeira mulher de Emerson), Edith e Edward Waldo Emerson.

## Carreira literária e transcendentalismo

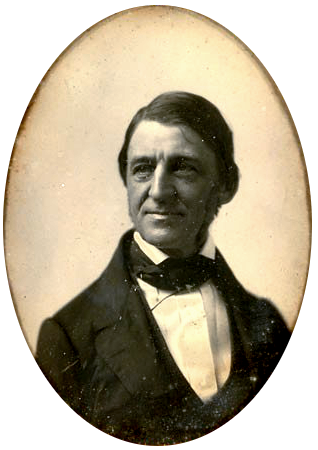
Ralph Waldo Emerson na década de 1850

De volta aos Estados Unidos, começou a desenvolver sua filosofia "transcendentalista", exposta em obras como Natureza, Ensaios e Sociedade e solidão.
No dia 8 de setembro de 1836, na véspera da publicação de Nature, Emerson encontrou-se com Frederic Henry Hedge, George Putnam e George Ripley com o objetivo de planear reuniões periódicas com outros intelectuais com ideais similares aos seus. Este foi o início do Clube Transcendente, que serviu de centro para o movimento. A primeira reunião oficial realizou-se em 19 de setembro de 1836. Em 1 de setembro de 1837, a reunião recebeu as primeiras mulheres. Emerson convidou Margaret Fuller, Elizabeth Hoar e Sarah Ripley para jantar na sua casa antes da reunião para garantir que elas estariam presentes na mesma. Fuller em particular tornou-se numa figura importante do transcendentalismo.
O primeiro ensaio de Emerson, Nature, publicado de forma anónima em 9 de setembro de 1836, marcou a introdução do Transcendentalismo nos EUA e atribuiu a Emerson o título de fundador do movimento transcendentalista. Um ano mais tarde, em 31 de agosto de 1837, ele deu o seu famoso discurso, "The American Scholar" , na altura intitulado "An Oration, Delivered before the Phi Beta Kappa Society at Cambridge" na Universidade de Harvard. O seu título foi alterado para uma coleção de ensaios (que incluía Nature) em 1849. Os seus amigos encorajaram-no a publicar o discurso, o que ele fez, à sua custa, numa edição de 500 cópias que esgotou no espaço de um mês. No discurso, Emerson declarou a independência literária dos Estados Unidos e incitou os americanos a criarem um estilo de literatura que fosse seu e livre da Europa. James Russell Lowell, que estudava em Harvard na altura, disse que o discurso de Emerson foi "um acontecimento sem precedentes nos nossos anais literários". Outro membro do público, o Reverendo John Pierce, chamou-o "um discurso aparentemente incoerente e incompreensível".
Em 1837, Emerson tornou-se amigo de Henry David Thoreau e, em março desse ano, deu uma série de palestras sobre a filosofia da história no Masonic Temple em Boston. Esta foi a primeira vez que deu palestras sozinho e marcou o início da sua carreira como conferencista. Os lucros das palestras foram muito maiores do que a organização lhe pagou para falar e ele passou a organizar as suas palestras. A certa altura, Emerson dava cerca de 80 palestras por ano e viajava por todo o norte dos Estados Unidos e até St. Louis, Des Moines, Minneapolis e Califórnia.
Em 15 de julho de 1838, Emerson foi convidado para discursar no dia da formatura do Divinity Hall da Harvard Divinity School, discurso que viria a ser conhecido como "Divinity School Address". Emerson desvalorizou os milagres da Bíblia e proclamou que, ainda que Jesus fosse um grande homem, Ele não era Deus. Disse ainda que o Cristianismo histórico tinha tornado Jesus num "semideus, da mesma forma que os orientais ou os gregos descreviam Osíris ou Apolo". Os seus comentários chocaram a comunidade religiosa e Emerson foi acusado de ser ateísta e de envenenar as mentes dos jovens. Emerson nunca respondeu às críticas e não foi convidado a discursar em Harvard durante trinta anos.
O grupo transcendentalista começou a publicar o seu próprio jornal, o The Dial, em julho de 1840. George Ripley era o diretor, Margaret Fuller foi a primeira editora e escolhida a dedo por Emerson depois de várias pessoas terem recusado a função. Fuller trabalhou dois anos no jornal até Emerson assumir a sua função. Emerson utilizou o jornal como recurso para promover jovens escritores como Ellery Channing e Henry David Thoreau.
Em 1841, Emerson publicou Essays, o seu segundo livro, que incluía o famoso ensaio "Self-Reliance". A sua tia disse que o livro era "uma mistura estranha de ateísmo e falsa independência", mas ele recebeu críticas positivas em Londres e em Paris. Este trabalho ajudou, mas do que qualquer outro, a cimentar a fama internacional de Emerson.
Em janeiro de 1842, o filho mais velho de Emerson, Waldo, morreu de escarlatina. Emerson escreveu o poema "Threnody" ("For this losing is true dying") e o ensaio "Experience" em luto. Nesse mês. nasceu William James e Emerson aceitou ser seu padrinho.
Em novembro de 1842, Amos Bronson Alcott anunciou os seus planos de procurar "uma quinta de cem acres em excelentes condições, com bons edifícios e um bom pomar e terrenos". Charles Lane comprou uma quinta de 90 acres (360 000 m2) em Harvard em maio de 1843. Essa quinta viria a tornar-se na Fruitlands, uma comunidade baseada em ideais utópicos inspirados, em parte, pelo transcendentalismo. A quinta seria gerida numa base de comunidade e sem recorrer a animais para realizar as tarefas, os seus participantes não poderiam comer carne, nem vestir-se com lã ou couro. Emerson disse que se sentia "triste, no fundo" por não participar na experiência. No entanto, ele era da opinião de que a Fruitlands não iria vingar: "Toda a sua doutrina é espiritual, mas acabam sempre por dizer: 'Deem-nos muitas terras e dinheiro'". O próprio Alcott admitiu que não estava preparado para as dificuldades que surgiram na gestão da Fruitlands: "Ninguém estava preparado para pôr em prática a vida ideal com que sonhamos. Por isso, tudo se desmoronou", escreveu. Após o seu falhanço, Emerson ajudou Alcott a comprar uma quinta para a sua família em Concord, que Alcott chamou de "Hillside".
O The Dial deixou de ser publicado em abril de 1844. Horace Greeley disse que o fecho do jornal representava o fim de "um dos jornais mais originais e profundos jornais alguma vez publicados neste país". Nesse mesmo ano, Emerson publicou a sua segunda coletânea de ensaios: Essays: Second Series. Esta coletânea incluía "The Poet", "Experience", "Gifts" e um ensaio intitulado "Nature" distinto do seu primeiro.
Emerson ganhou a vida como um conferencista popular em Nova Inglaterra e no resto do país. Depois de ter iniciado a sua carreira como conferencista em 1833, em meados da década de 1850, dava cerca de 80 palestras por ano. Ele discursou na Boston Society for the Diffusion of Useful Knowledge e no Gloucester Lyceum, entre outros. Emerson falava de uma grande variedade de temas e muitos dos seus ensaios vinham das suas palestras. Ele cobrava entre 10 e 50 dólares por cada aparição e ganhava até 2000 dólares por cada temporada de palestras. Ao longo da sua vida, ele deu cerca de 1500 palestras e os seus rendimentos permitiram-lhe expandir a sua propriedade.
Emerson tomou conhecimento da filosofia nativo-americana através dos trabalhos do filósofo francês Victor Cousin. Em 1845, os diários de Emerson mostram que ele estava a ler Bhagavad Gita e Essays on the Vedas de Henry Thomas Colebrooke. Ele foi bastante influenciado por Vendata e muito do que escreveu pode ser interpretado como não-dualismo. Um dos exemplos mais claros disso encontra-se no seu ensaio "The Over-soul".
Vivemos em secessão, em divisão, em partes, em partículas. E, entretanto, dentro do Homem habita a alma do todo: o silêncio sensato, a beleza universal com a qual se relacionam, de igual modo, todas as partes e partículas, o eterno UM. E este poder profundo no qual existimos e cuja beleza se encontra completamente acessível a todos nós, não é apenas autosuficiente e perfeito a todo o momento, mas a ação de ver e a coisa vista, o observador e o espetáculo, o subjetivo e o objetivo, são um. Vemos o mundo pedaço a pedaço, como o sol, a lua, o animal, a árvore, mas o todo, do qual estas são as partes que brilham, é a alma.

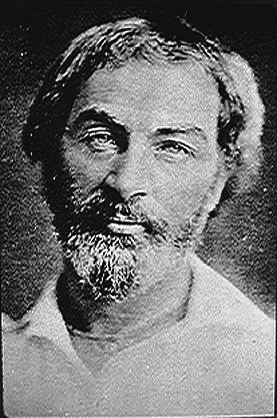
Walt Whitman em 1854

Entre 1847 e 1848, Emerson viajou pela Inglaterra, pela Escócia e pela Irlanda. Visitou também Paris entre a Revolução Francesa de 1848 e a sangrenta Revolução de Junho. Quando chegou, viu os cepos das árvores que foram cortadas para construir barricadas nos motins de fevereiro. No dia 21 de maio, Emerson esteve no Champ de Mars durante a Festa da Concórdia. Ele escreveu no seu diário: "No final do ano vamos fazer um balanço e ver se a Revolução compensa as árvores". Esta viagem influenciou bastante o trabalho posterior de Emerson. O seu livro English Traits, publicado em 1856, baseia-se em grande parte em observações registadas nos seus diários e cadernos. Mais tarde, Emerson concluiu que a Guerra Civil Americana foi uma "revolução" que teve muito em comum com as revoluções europeias de 1848.
Em fevereiro de 1852, Emerson, James Freeman Clarke e William Henry Channing trabalharam numa reedição da obra e da correspondência de Margaret Fuller, que tinha falecido em 1850. Uma semana após a sua morte, o seu editor de Nova Iorque, Horace Greeley, sugeriu a Emerson que preparasse rapidamente uma biografia chamada Margaret and Her Friends "antes que o interesse que surgiu devido à sua morte triste passe". Publicada com o título The Memoirs of Margaret Fuller Ossoli, as palavras de Fuller foram profundamente censuradas ou reescritas. Os três editores não estavam interessados nos factos: eles acreditavam que o interesse público em Fuller era temporário e que ela não seria relembrada como uma figura histórica. Ainda assim, esta biografia foi a mais vendida dessa década e teve treze edições antes do final do século.
Walt Whitman publicou a sua inovadora coletânea de poemas, Leaves of Grass, em 1855 e enviou uma cópia a Emerson para obter a sua opinião. Emerson gostou do trabalho de Whitman e enviou-lhe uma carta de cinco páginas onde lhe tecia rasgados elogios. A opinião favorável de Emerson ajudou a criar um grande interesse por Leaves of Grass e convenceu Whitman a publicar uma segunda edição pouco depois do lançamento da primeira. Esta edição citava uma frase da carta de Emerson, gravada a dourado na capa: "Os meus cumprimentos no início do que será uma grande carreira". Emerson ficou ofendido por a carta ter sido revelada ao público e posteriormente foi mais crítico em relação ao trabalho de Whitman.

## Anos da Guerra Civil

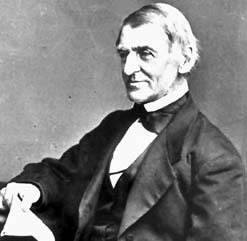
Ralph Waldo Emerson na velhice

Emerson opunha-se firmemente à escravatura, mas não gostava de estar no centro das atenções do público e hesitava em dar palestras sobre o assunto. Porém, deu várias palestras durante os anos que antecederam a Guerra de Secessão (a partir de, pelo menos, novembro de 1837). Vários dos seus amigos e familiares eram abolicionistas mais ativos do que ele ao início, mas, a partir de 1844, ele começou a assumir um papel mais ativo contra a escravatura. Emerson deu vários discursos e palestras e recebeu o famoso abolicionista John Brown em sua casa quando este visitou Concord. Em 1860, Emerson votou em Abraham Lincoln, mas ficou desiludido quando Lincoln se mostrou mais preocupado com a manutenção da União do que com a eliminação rápida da escravatura. Quando se iniciou a Guerra Civil Americana, Emerson anunciou que apoiava a emancipação imediata dos escravos.
Em 1860, Emerson publicou The Conduct of Life, a sua sétima coletânea de ensaios. Neste livro, Emerson "abordou algumas das questões mais difíceis do momento" e "a sua experiência nas fileiras dos abolicionistas influencia claramente as suas conclusões". Nestes ensaios, Emerson concordou fortemente com a ideia de que a guerra era um meio de renascimento da nação: "A guerra civil, a bancarrota nacional, ou a revolução são mais ricos nos tons centrais do que anos lânguidos de prosperidade".
Emerson visitou Washington D.C. no final de janeiro de 1862. Numa palestra pública no Smithsonian em 31 de janeiro de 1862, declarou: "O sul chama a escravatura uma instituição... eu chamo-a destituição... a emancipação é uma exigência da civilização". No dia seguinte, o seu amigo Charles Sumner levou-o a conhecer o Presidente Abraham Lincoln na Casa Branca. Lincoln conhecia o trabalho de Emerson e já tinha assistido às suas palestras. As críticas de Emerson a Lincoln suavizaram depois deste encontro. Em 1865, Emerson discursou numa cerimónia de recordação do Presidente Lincoln em Concord: "Tão antigas quanto a História e a Humanidade, são as suas tragédias. Duvido que alguma morte tenha provocado, ou alguma vez provocará, tanta dor como esta".
Em 6 de maio de 1862, o protegido de Emerson, Henry David Thoreau, morreu de tuberculose aos 44 anos. Emerson fez o seu elogio fúnebre. Emerson referia-se a Thoreau como o seu melhor amigo, apesar de se terem desentendido após a publicação de A Week on the Concord and Merrimack Rivers de Thoreau. Outro dos seus amigos, Nathaniel Hawthorne, morreu dois anos depois de Thoreau, em 1864. Emerson ajudou a carregar o caixão de Hawthorne quando este foi enterrado em Concord, segundo o que Emerson escreveu: "num esplendor de sol e verdura".
Em 1864, Emerson foi convidado a fazer parte da Academia de Artes e Ciências dos Estados Unidos em 1864.

## Últimos anos e morte

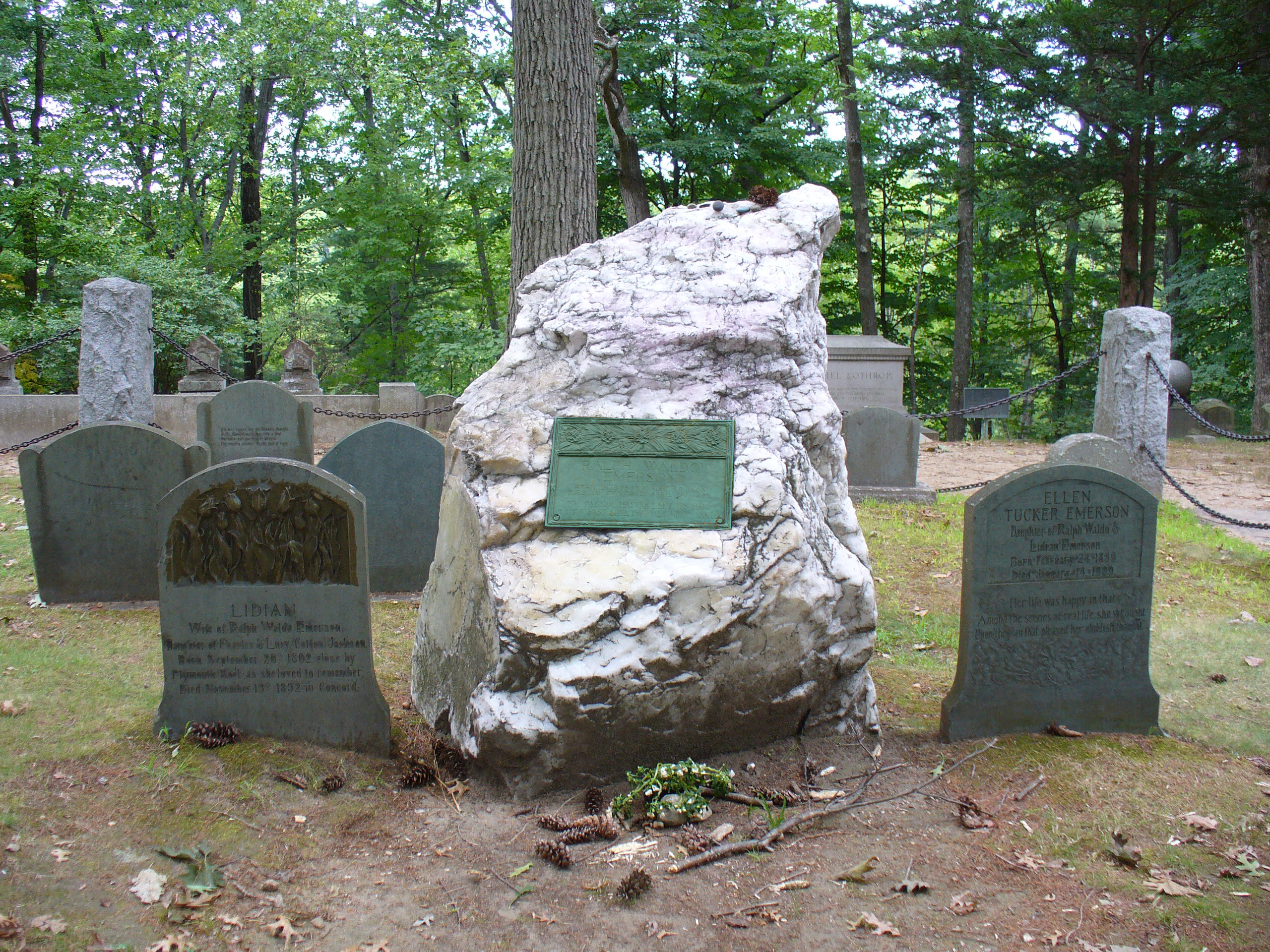
Campa de Ralph Waldo Emerson

A saúde de Emerson começou a deteriorar-se em 1867: ele começou a escrever muito menos nos seus diários nessa altura. Entre o verão de 1871 e a primavera de 1872, Emerson começou a ter problemas de memória e a sofrer de afasia. No final da década, havia alturas em que já não se lembrava do seu próprio nome e, quando alguém lhe perguntava como se sentia, ele respondia: "Bem, perdi as minhas capacidades mentais, mas estou perfeitamente bem".
Na primavera de 1871, Emerson viajou na Primeira Ferrovia Transcontinental, pouco mais de dois anos após o fim da sua construção. Pelo caminho e na Califórnia conheceu alguns dignitários, incluindo Brigham Young. Parte da sua viagem à Califórnia incluiu uma viagem a Yosemite, onde conheceu o jovem e ainda desconhecido escritor John Muir, um acontecimento que marcou a vida de Muir.
Houve um incêndio na casa de Emerson em Concord em 24 de julho de 1872. Ele pediu ajuda aos vizinhos e, depois de desistir de apagar as chamas, todos tentaram reaver o máximo de objetos possível. Os amigos de Emerson reuniram doações para ajudá-lo a reconstruir a sua casa e ele recebeu convites para viver em casas de amigos enquanto a sua era reconstruída, mas acabou por preferir ficar com a sua família. O incêndio marcou o fim da carreira de Emerson como conferencista e, a partir de aí, ele só dava palestras em ocasiões especiais e a públicos conhecidos.
Enquanto a sua casa era reconstruída, Emerson viajou pela Inglaterra, pela Europa continental e pelo Egito com a sua filha Ellen. Os dois regressaram aos Estados Unidos em 15 de abril de 1873. O regresso de Emerson a Concord foi celebrado na vila e as aulas foram suspensas nesse dia.
Os problemas de memória de Emerson tornaram-se embaraçosos para ele e, em 1879, deixou de aparecer em público. Holmes escreveu: "Emerson tem medo de confiar em si próprio num meio social devido às suas falhas de memória e à grande dificuldade que tem em encontrar as palavras que quer dizer. Por vezes, é doloroso assistir ao seu embaraço". Em 21 de abril de 1882, Emerson descobriu que tinha pneumonia. Morreu em 27 de abril de 1882. Emerson está enterrado no cemitério Sleepy Hollow em Concord, Massachusetts. Ele foi colocado no caixão com um robe branco que lhe foi oferecido pelo escultor Daniel Chester French.

## Obras
As obras em prosa de Emerson incluem:
- Nature (1836)
- "The American Scholar" (1837, um discurso na Phi Beta Kappa Society em Harvard)
- "The Divinity School Address" (1838)
- Essays: First Series (1841; inclui "Compensation", "Self-Reliance", and "Circles")
- "The Transcendentalist" (1841)
- Essays: Second Series (1844; inclui "The Poet", "Experience", e "Politics")
- Representative Men (1850; com ensaios sobre Napoleão, Platão, Montaigne, Swedenborg, Shakespeare, e Goethe)
- English Traits (1856)
- The Conduct of Life (1860; inclui "Fate" and "Power")
- "Thoreau" (1862; uma homenagem a Henry David Thoreau)

Apesar de ser mais reconhecido como ensaísta, Emerson também escreveu e traduziu poemas. A poesia de Emerson inclui:
- Coleções:
  - Poems (1847)
  - May-Day and Other Pieces (1867)
  - Selected Poems (1876)
- Poemas:
  - "Threnody"
  - "Uriel"
  - "Works and Days"
  - "Concord Hymn" (origem da frase "The shot heard round the world") (O tiro ouvido no mundo todo).

## Mídia
É dele a autoria da frase "There is no knowledge that is not power" (não há conhecimento que não seja poder), que aparece na tela inicial do jogo eletrônico "Ultimate Mortal Kombat 3", lançado em 1996 pela Midway Games.